# Corte Suprema Popular de la República Popular China
La Corte Suprema Popular de la República Popular China (SCP; chino: 最高人民法院; pinyin: Zuìgāo Rénmín Fǎyuàn) es el más alto tribunal de la República Popular China. Ejerce la jurisdicción de apelación sobre los casos originados por los altos tribunales populares y la jurisdicción original sobre los casos relativos a asuntos de importancia nacional. El tribunal también tiene un poder cuasi legislativo para emitir interpretaciones judiciales y normas de adjudicación sobre el procedimiento judicial.
Según la constitución china, la Corte Suprema Popular es responsable ante la Asamblea Popular Nacional, lo que impide que el tribunal funcione de forma separada e independiente de la estructura gubernamental. El tribunal cuenta con unos 400 jueces y más de 600 empleados administrativos.
La corte actúa como el más alto tribunal de la República Popular China y también para los casos investigados por la Oficina de Salvaguarda de la Seguridad Nacional de Hong Kong. En cuanto a Hong Kong y Macao, como regiones administrativas especiales, estas áreas tienen sistemas judiciales separados basados en las tradiciones del derecho común británico y del derecho civil portugués respectivamente, y están fuera de la jurisdicción del Tribunal Popular Supremo.

## Funciones

### Adjudicación
La Corte Suprema Popular ejerce su jurisdicción original sobre los casos que le son encomendados por las leyes y los reglamentos y aquellos que el tribunal considera de su competencia. También revisa las apelaciones o protestas contra las decisiones o veredictos de los tribunales populares superiores y los tribunales populares especiales, así como las apelaciones contra las sentencias judiciales presentadas por la Fiscalía Popular Suprema según los procedimientos de supervisión de los juicios. Cuando el tribunal descubre errores en las sentencias y veredictos de los tribunales inferiores ya ejecutados, investiga o nombra a un tribunal inferior para que vuelva a juzgar el caso.
El tribunal también aprueba las sentencias de muerte y las sentencias de muerte suspendidas dictadas por los tribunales inferiores. También aprueba los veredictos sobre delitos no estipulados específicamente en la ley penal.

### Interpretación jurídica
El tribunal explica la aplicación de las leyes en casos concretos durante un juicio. Zhou Qiang describió más detalles al respecto:

La respuesta es una petición para un caso concreto. Su fuerza jurídica vinculante se limita al propio caso y no tiene efectos jurídicos universales. En otros casos, el juez no puede utilizar directamente dicha respuesta como base de la sentencia. En el caso de los documentos que tienen eficacia universal y orientan a los tribunales de todos los niveles, el Tribunal Popular Supremo suele publicarlos en forma de interpretación judicial y puede hacer consultas en los periódicos y en Internet.

Aunque la Constitución china no establece que los tribunales estén facultados para revisar la constitucionalidad de las leyes (véase revisión constitucional), la Corte Suprema Popular puede solicitar al Comité Permanente de la Asamblea Popular Nacional que evalúe si una norma administrativa, un reglamento local, un reglamento autonómico o una norma independiente contravienen la Constitución o una ley nacional. Sin embargo, la Corte Suprema Popular nunca ha realizado dicha solicitud.

### Supervisión de los tribunales inferiores
La Corte Suprema Popular también es responsable de supervisar la resolución de los tribunales inferiores y los tribunales especializados.

## Organización
Divisiones de la Corte Suprema Popular
- División de Expedientes
- Divisiones penales (5)
- Divisiones civiles (4)
- División de Medio Ambiente y Recursos
- División Administrativa
- División de Supervisión Judicial

Departamentos de la Corte Suprema Popular
- División de Compensación del Estado
- Departamento de Ejecución (Centro de Mando de Ejecución)
- Oficina General
- Departamento Político
- Oficina de Investigación
- Oficina de Gestión de la Adjudicación
- Departamento de Disciplina y Supervisión
- Departamento de Cooperación Internacional
- Departamento de Administración Judicial y Gestión de Equipos
- Departamento de Asuntos Relacionados con el Partido
- Departamento de Asuntos de los Jubilados
- Departamento de Información
- Tribunales de circuito y otros tribunales del Tribunal Popular Supremo
- Primer Circuito (establecido en Shenzhen, diciembre de 2014)[9]
- Segundo Circuito (establecido en Shenyang, diciembre de 2014)[10]
- Tercer Circuito
- Cuarto Circuito
- Quinto Circuito
- Sexto Circuito
- Primer circuito comercial internacional
- Segundo Circuito Comercial Internacional
- Tribunal de la Propiedad Intelectual